# Міштеки

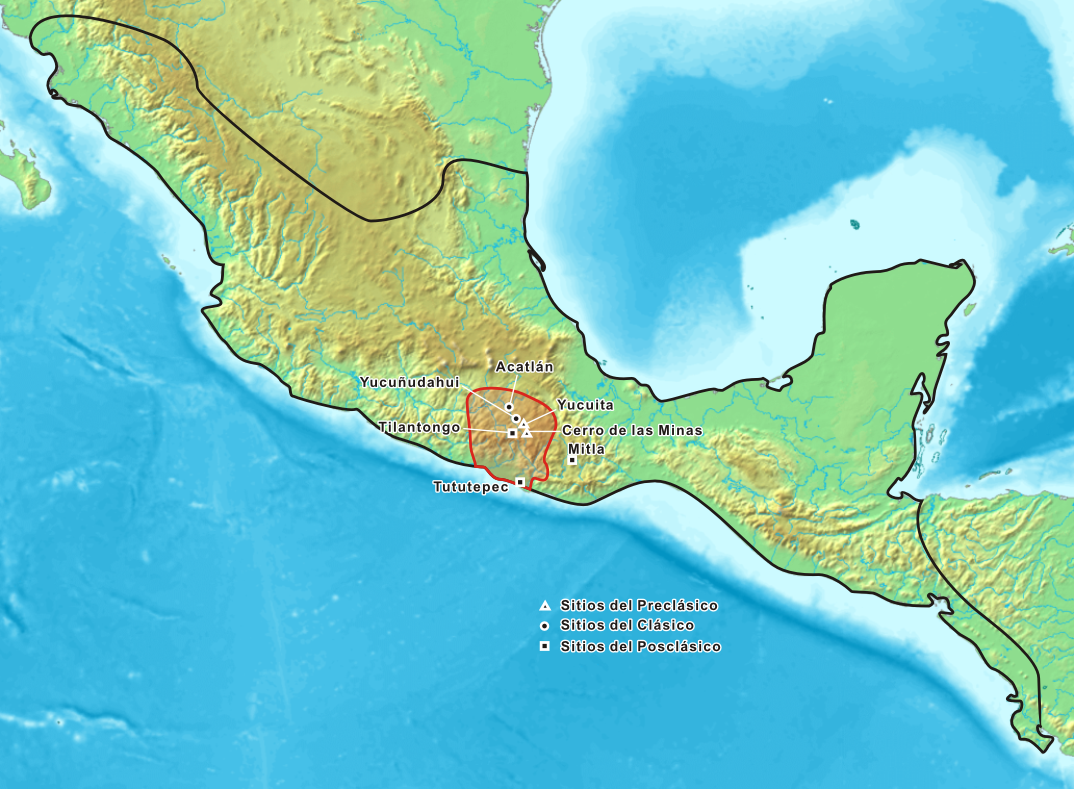
Історичний ареал мешкання міштеків. Докласичні археологічні ділянки позначені трикутниками, класичні — колами, посткласичні — квадратами.

Міштеки (ісп. Mixtecos, науатль Mixteca) — стародавній месоамериканський народ, що населяє мексиканський штат Оахака і у меншій мірі штати Ґерреро і Пуебла. Назва «міштеки» не є міштецькою, у перекладі з мови науатль вона означає «народ з країни хмар».

## Історія
Міштеки були носіями високорозвинутої доколумбової культури в південній Мексиці. Витоки їх культури простежуються за письмовими джерелами аж до 7 століття. Розквіту своєї культури міштеки досягли в 9 столітті. Міштеки вважали момент заснування першої міштецької династії у Тілатонго (історики датують цю подію приблизно 838 роком). Найбільшої потуги міштеки набули в часи володарювання «Восьмого Оленя» на початку XI ст.
Були відомі своїми частими війнами проти сапотеків, у яких перейнали багато елементів культури. Культурний вплив міштеків розповсюджувався і на Чолулу, де зформувався регіональний стиль міштеків-пуебло.
Надзвичайна політична розпорошеність стала причиною постійних чвар між різними міштецькими князьками, водночас активні етнокультурні контакти міштеків, що панували в регіоні, із завойованими сапотеками та авторитетними північними сусідами — тольтеками — призвели до того, що через кілька десятиліть міштецька знать міцно породичалася з сапотеками, а в деяких теуантепецьких державках при владі опинилися міштеко-сапотецькі та міштеко-тольтецькі династії.
У 14-15 століттях фактично витіснили сапотеків з основних їх володінь у центральній Оахаці, зокрема зі столиці Монте-Альбан. З цього моменту стають гегемонами перешийку Теуантепек. У середині 15 століття були завойовані ацтеками на чолі з уей тлатоані Ауісотлєм. Міштеки змушені були в подальшому платити доволі обтяжливу данину. Проте остаточно підкорити войовничих міштеків не вдалося. Рештки незалежної Міштекії з центром у Куїльпані проіснували як суверенне політичне утворення до появи в регіоні іспанських колонізаторів, перед якими останній міштецький правитель Сікуане визнав зверхність королівства Іспанія лише у 1550-х роках.

Міштеки в докласичний період (до 900 року)
Міштеки в класичний період (900-1200 роки)
Міштеки в післякласичний період (1200-1500-ті роки)

## Державний устрій
З X ст. землі перешийка являли собою у політичному плані сукупність безлічі дрібних держав — Ночістлан, Тілатонго, Тлашиалко, Туту-тепек, Теосакуалко, Коштлауака, Дзавінданда, кожне з яких очолював власний незалежний світський правитель мілітарного типу — шешси-володар.
Наддержавну єдність загальноміштецького всеетнічного характеру уособлювало й освячувало так зване «Серце народу» — величезний зелений смарагд, що зберігався у храмовому місті Ачіутаа під наглядом верховного жерця міштецької релігійної спільноти. Ця святиня вшановувалася всіма міштеками й забезпечувала морально-психологічну єдність народу. «Серце народу» мало такий вплив на міштеків, що після конкісти католицька церква вирішила краще знищити камінь, аніж продати його. Урешті-решт, унікальний смарагд розбив, а потім ще й розтер на порох католицький місіонер Беніто Фернандес.

## Демографія
До появи іспанських конкістадорів кількість населення складало близько 1,2 млн осіб. Загальна чисельність — близько 80 тисяч осіб в Мексиці.

## Мова
Хоча традиційною мовою є міштецька (ото-мангської сім'ї), більшість сучасних представників, особливо міського населення, володіють іспанською.

## Суспільство
До привілейованих соціальних шарів належали правителі, їх рідня та знать. Особливий статус мали жерці. Можливості державних інституцій впливати на жрецтво були зведені до мінімуму. Жерці не підкорялися жодному з вождів, мали загальноміштецький статус, опорою якого була їхня матеріальна міць, що базувалася на солідних інтелектуальних ресурсах. Вони мали великий попит у міштецьких землеробів — календарознавстві, математиці, медицині.
Стан простолюдинів («тих, що від землі)» утворювали землероби, будівельники, ювеліри, гончарі, художники, слуги, носії та вояки. Межі між різними станами були у міштеків доволі чіткими, а перейти зі стану простолюдинів до стану знаті (що функціонувала на засадах тотальної ендогамії) можливості практично не було.

## Економіка

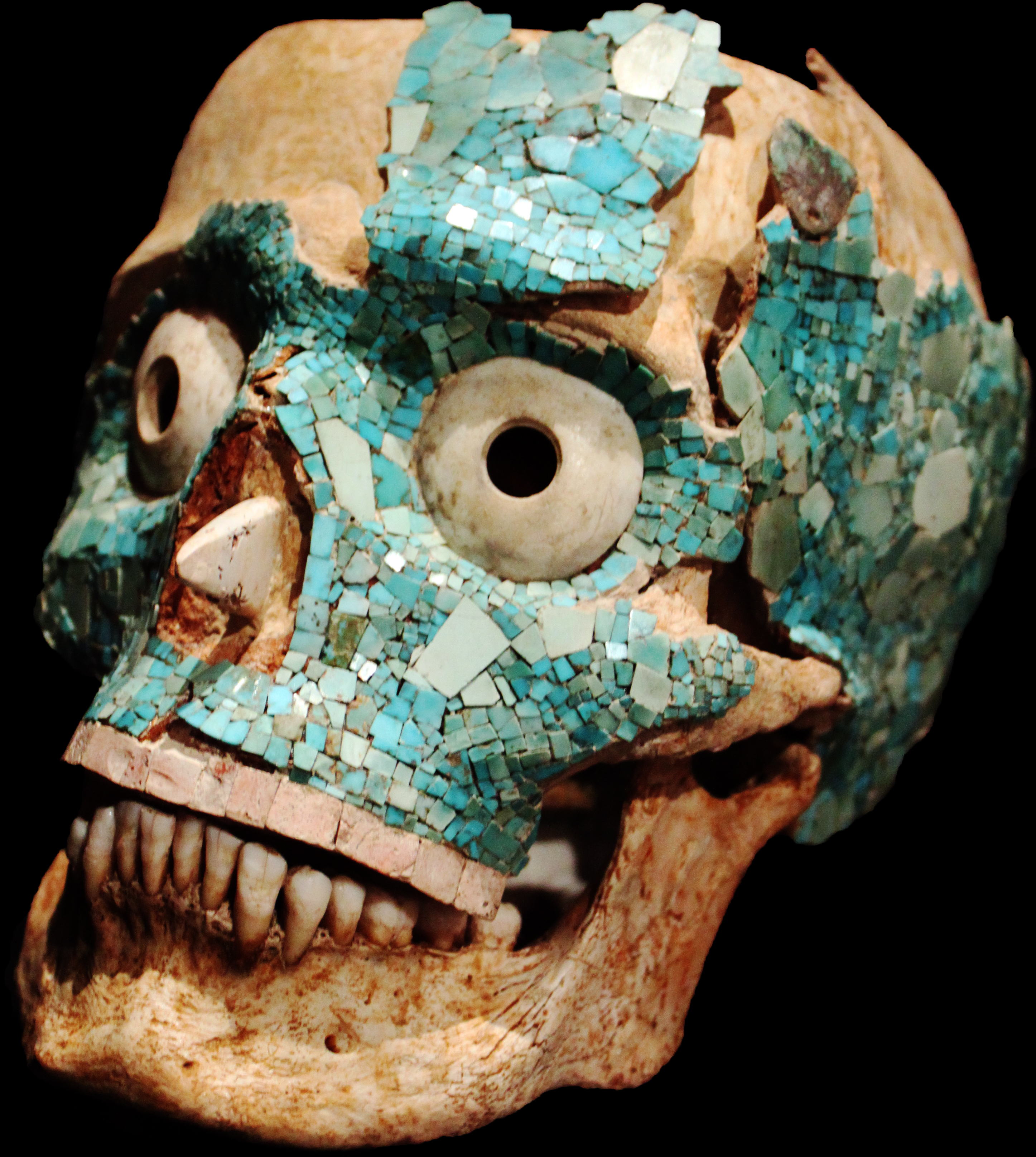
Миштекська бірюзова маска з Монте-Албану

Основу становили землеробство. Займалися вирощуванням маїсу, перцю чилі, чіану (з насіння якого виготовлявся чудовий тонізуючий напій) та бавовнику. В гірських районах міштецьке землеробство мало терасний характер. Допоміжними галузями економіки були ефективне мисливство та бортництво, розробка соляних копалень, а також видобуток золота і коштовного каміння (смарагди й бірюза).
Міштеки були умілими ремісниками, а їх вироби високо цінувалися у сусідніх народів. Вони виробляли яскраво розфарбовану кераміку, створювали дорогоцінну бірюзову мозаїку і були майстрами в обробці металів. Численні знахідки, що свідчать про високу майстерність в металообробці та ювелірній справі, були знайдені в похованні № 7 в Монте-Албані.

## Культура

### Писемність
До прибуття іспанців міштеки мали писемність у формі піктограм, хоча зараз використовують латинську абетку. Більшість манускриптів міштецького походження, що збереглися до наших днів, складаються саме з таких піктограм.

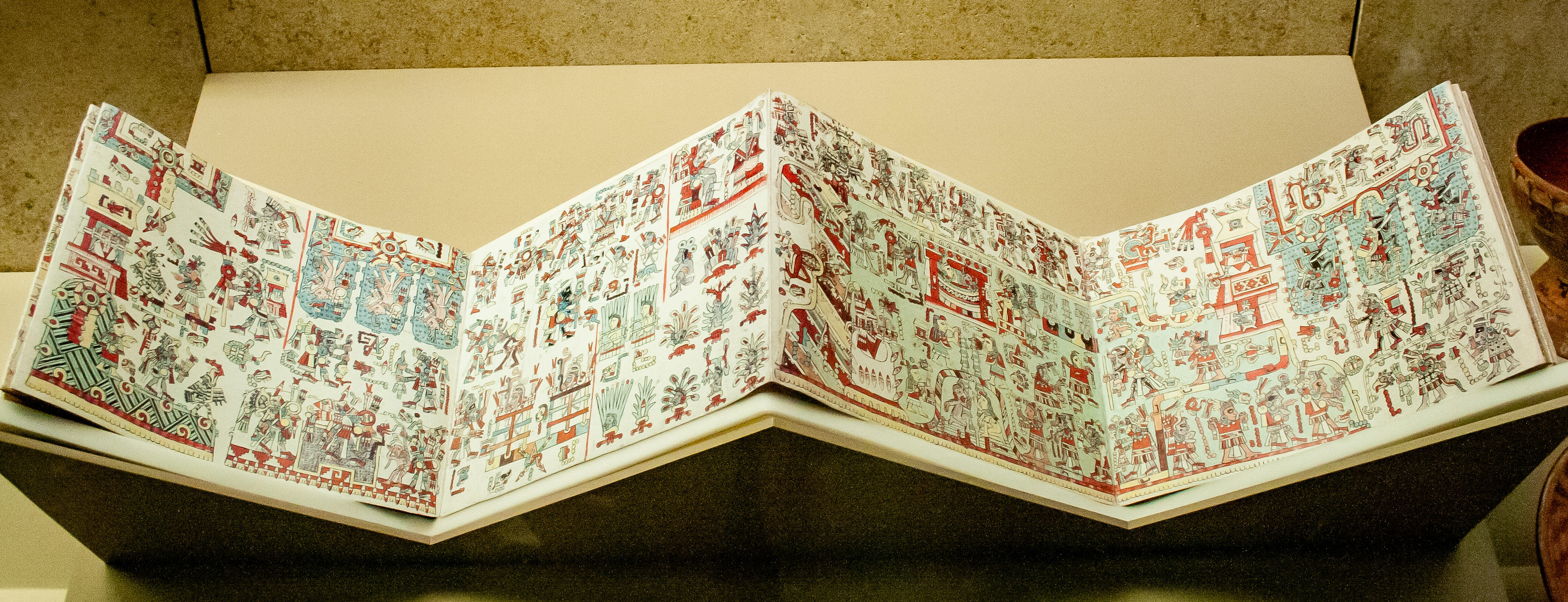
Зразок традиційної міштецької писемності

Формально міштецька писемність вважається дешифрованою, але саме у її рисунковості полягає головна проблема: піктографія являє собою скоріше набір опорних сигналів, які «читають», знаючи, про що йдеться у даному тексті. Якщо ж загальна канва написаного невідома, піктографія дає змогу лише в загальних рисах зрозуміти зміст написаного, проте не дає можливості безпосередньо «прочитати» кодекси міштеків. У цьому плані можливості піктографії дещо обмежені в порівнянні з абеточними та ієрогліфічними текстами, тому конкретних перипетій міштецької історії нам відомо небагато.
На сьогодні відомі міштекцькі кодекси: Неттлі (Нутталь, Неттол), Бодлі, Селден, Віндобоненсі (Віденський) і Коломбіно. Вони є водночас шедеврами художньої творчості цього народу, безцінним джерелом з його історії та культури, побуту й господарства.

### Міфологія
Пантеон складався з богів-творців «Змій-пума» та «Змія-ягуариха», їхніх синів — зачинателя землеробства «Вітер-Дев'ять-Змій» та зачинателя культури «Вітер-Дев'ять-Грот». Вшановувалися також бог кукурудзи Когуй, бог мисливства Куава («Олень»), бог розмноження Хітуаюта, бог торгівлі Йосотоюа тощо. Більшість цих богів мають прямих аналогів серед пантеонів північних та південних сусідів міштеків.
За міштецькими міфами, міштеки-простолюдини пішли від землі, а міштеки родовитого походження народилися з дерев, що росли уздовж берегів священної річки Апоала. Цей міф мав забезпечувати суспільну стабільність у надзвичайно диференційованому в соціальному відношенні міштецькому суспільстві, пояснюючи та обґрунтовуючи суспільно-майнову нерівність.

## Побут
Одяг вони любили яскравий і різнобарвний. Чоловіки носили невисокий капелюх з навушниками, тонкусорочку, поверх якої надягалася своєрідна жилетка з бахромчастою спідницею з бавовняної тканини, прикрашеної пір'ям екзотичних птахів, бавовняні штани і сандалі. Увесь цей одяг довершували різноманітні шкіряні ремені, на яких він тримався. Міштецькі жінки полюбляли спідниці найрізноманітнішої довжини та кольору, витончені блузи та узорчасті накидки.

## Розваги
Була популярна месоамериканська гра у м'яч, яка мала міштецькі особливості. Так, важкий каучуковий м'яч гравці не прокидали через кільце (як у майя), а закидали в кам'яну нішу в стіні. Перемога в такій грі вважалася дуже почесною, тому саме переможця міштеки приносили в жертву богам. Проте гра у м'яча в міштеків вважалася ризикованим привілеєм-обов'язком лише знатних, чим втілювався в життя принцип вищої справедливості всіх давньоіндіанських суспільств.

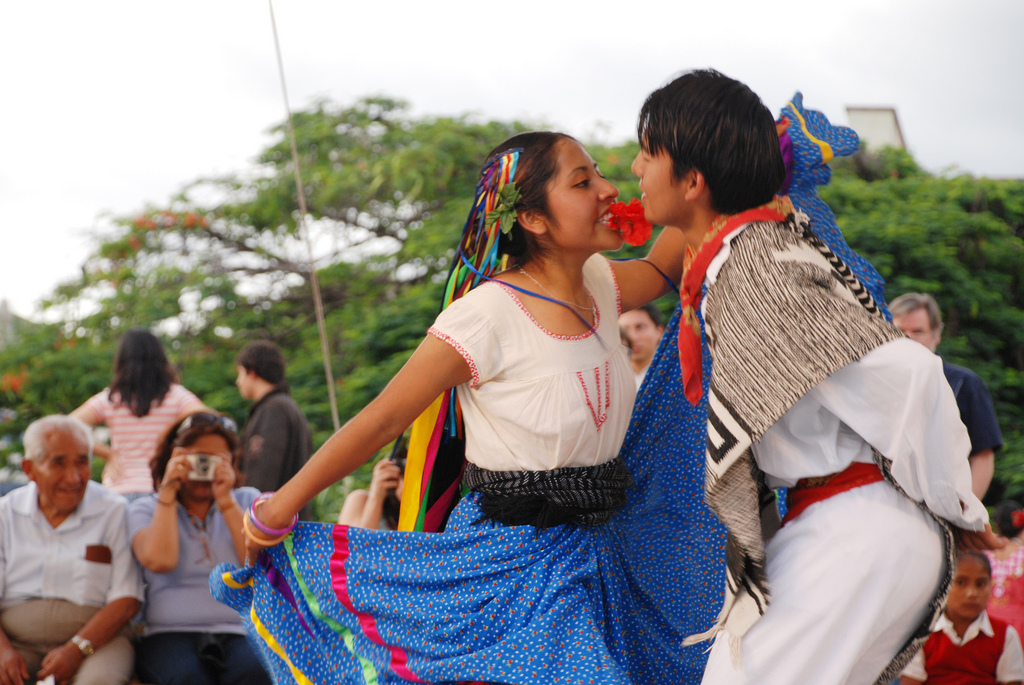
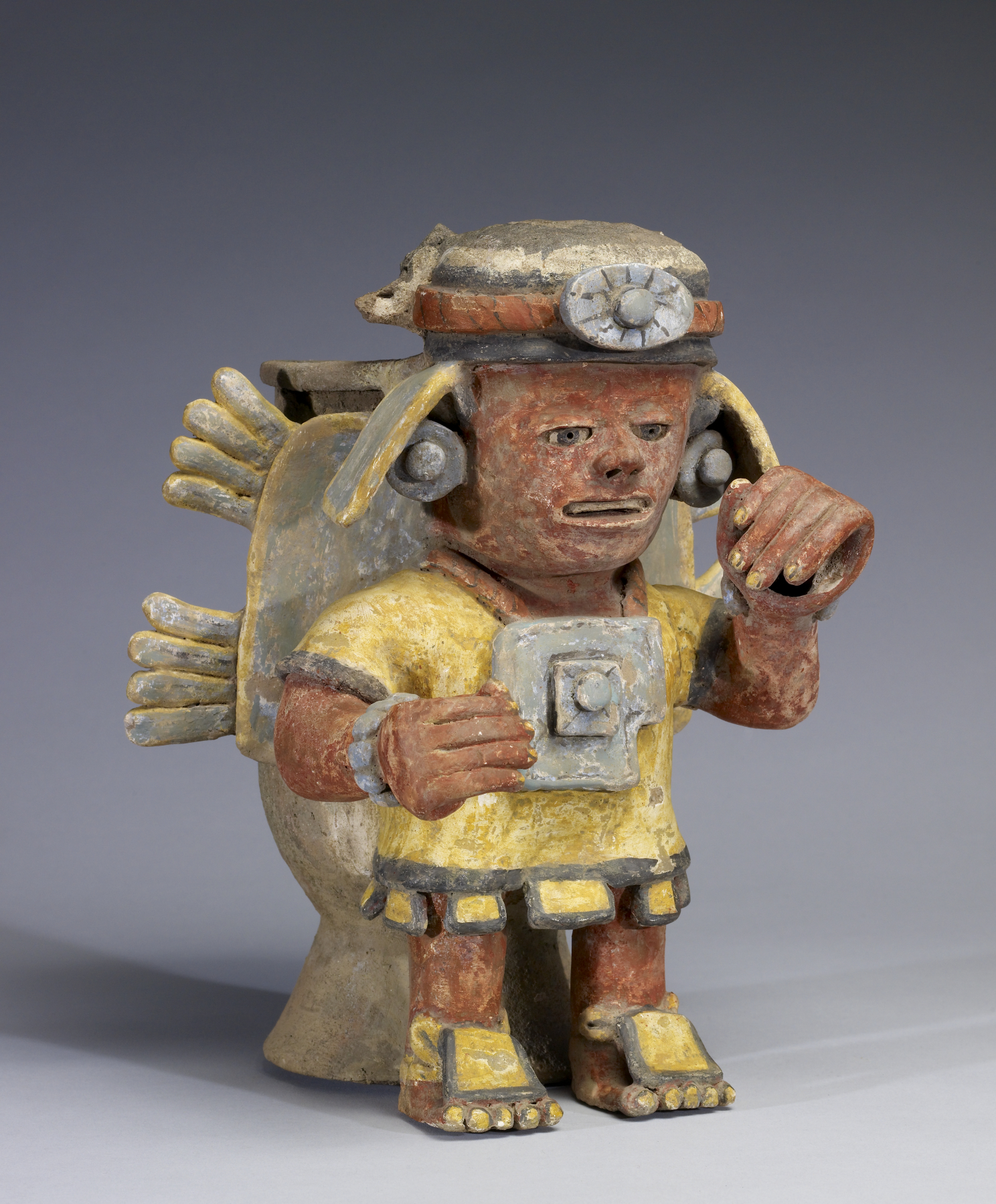
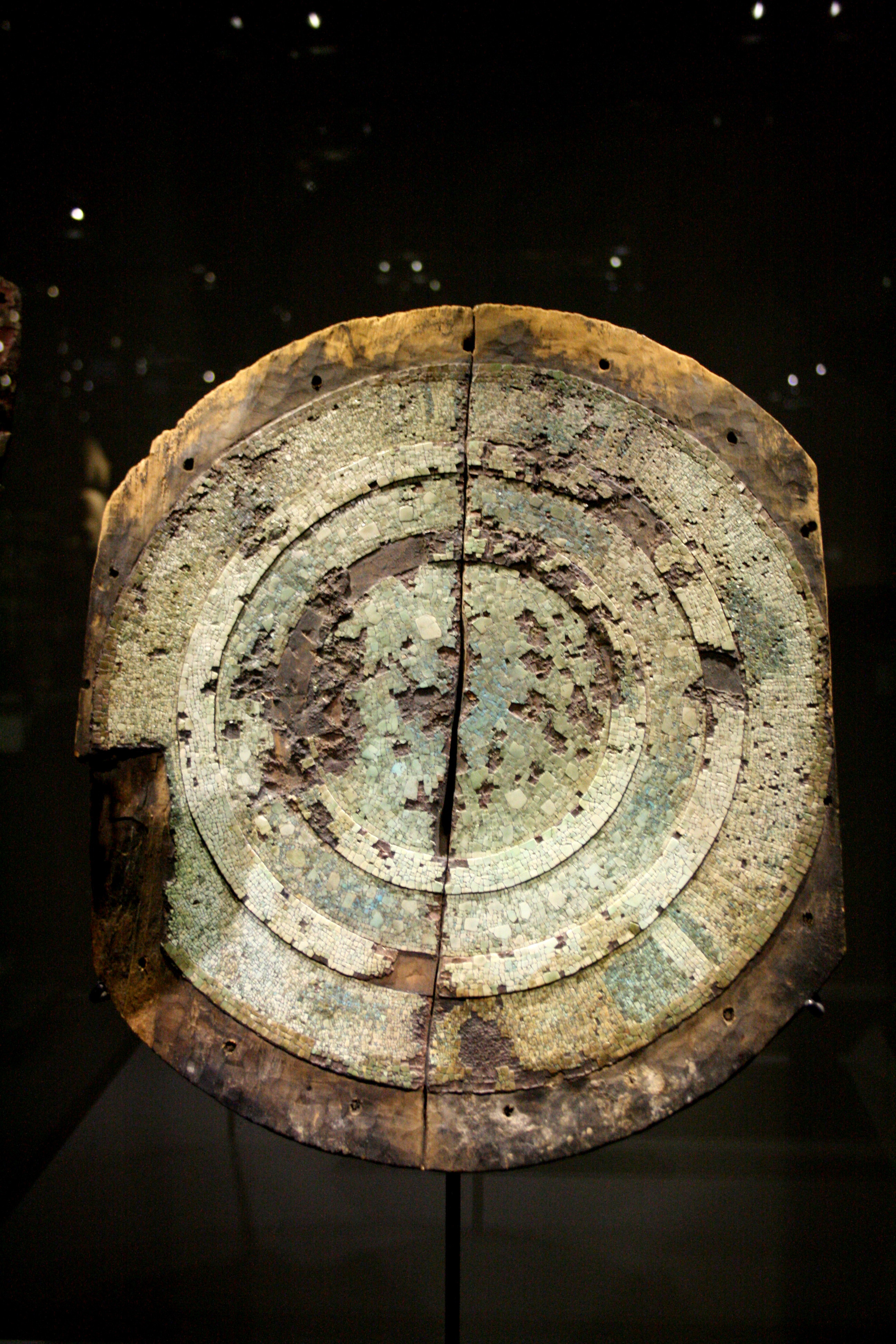
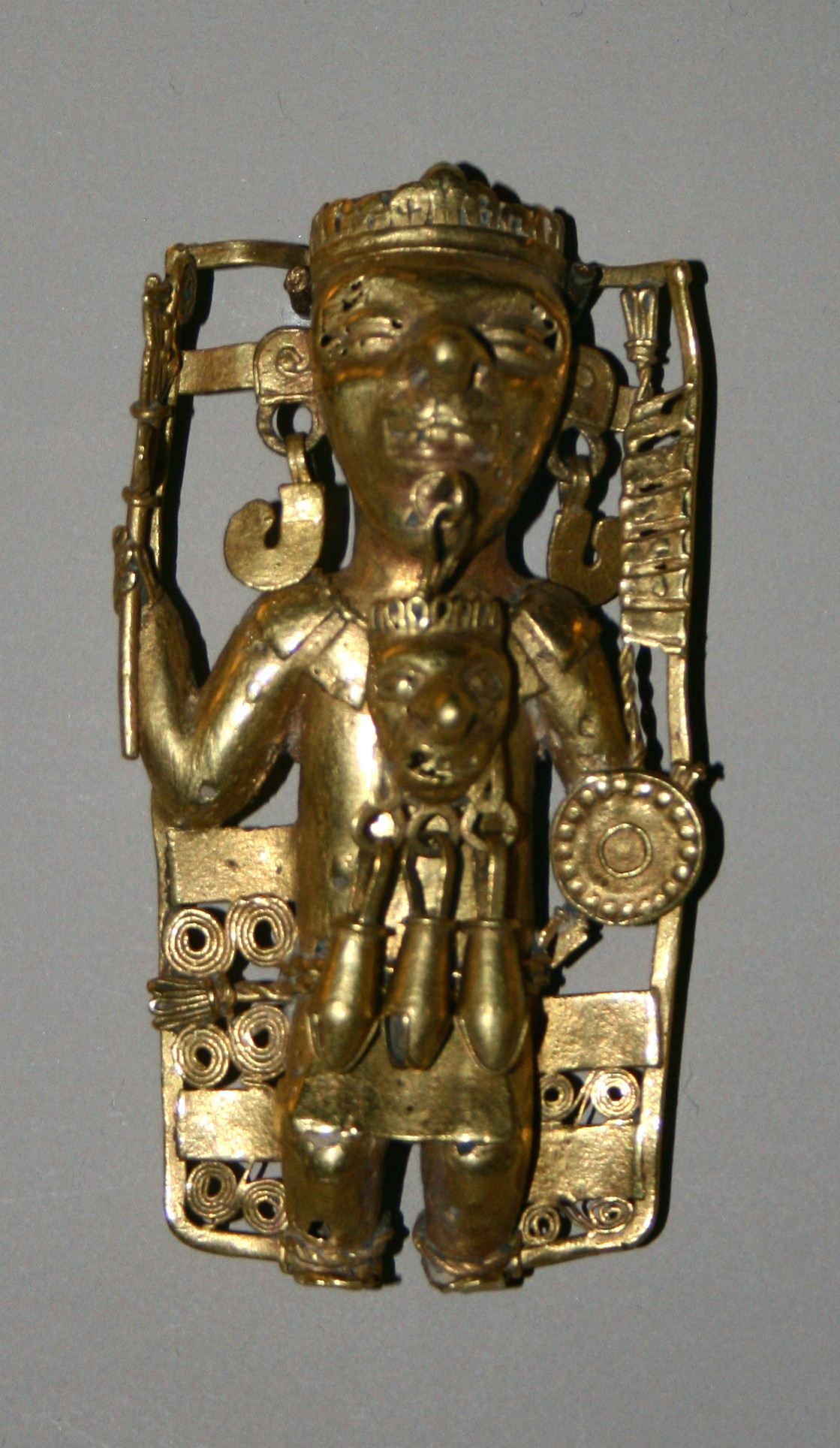
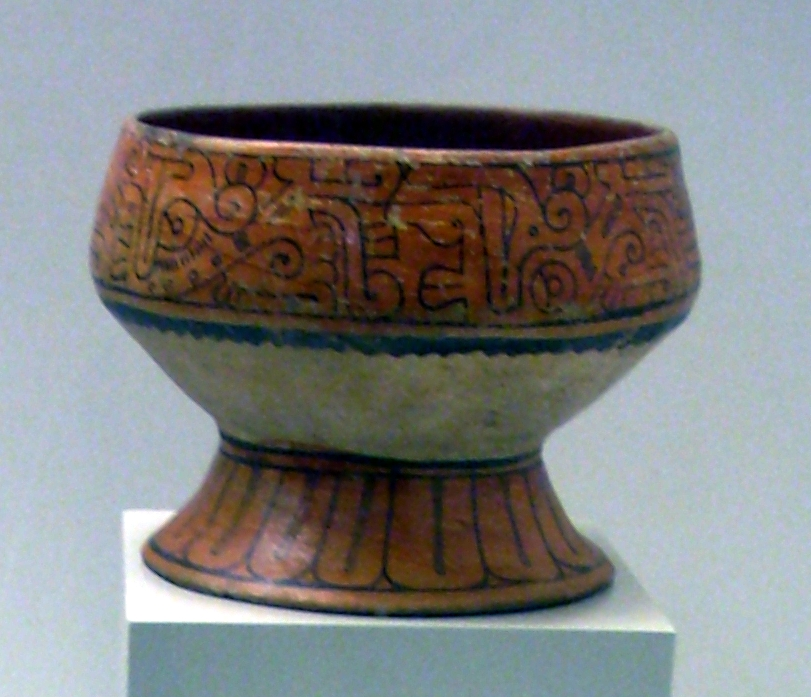
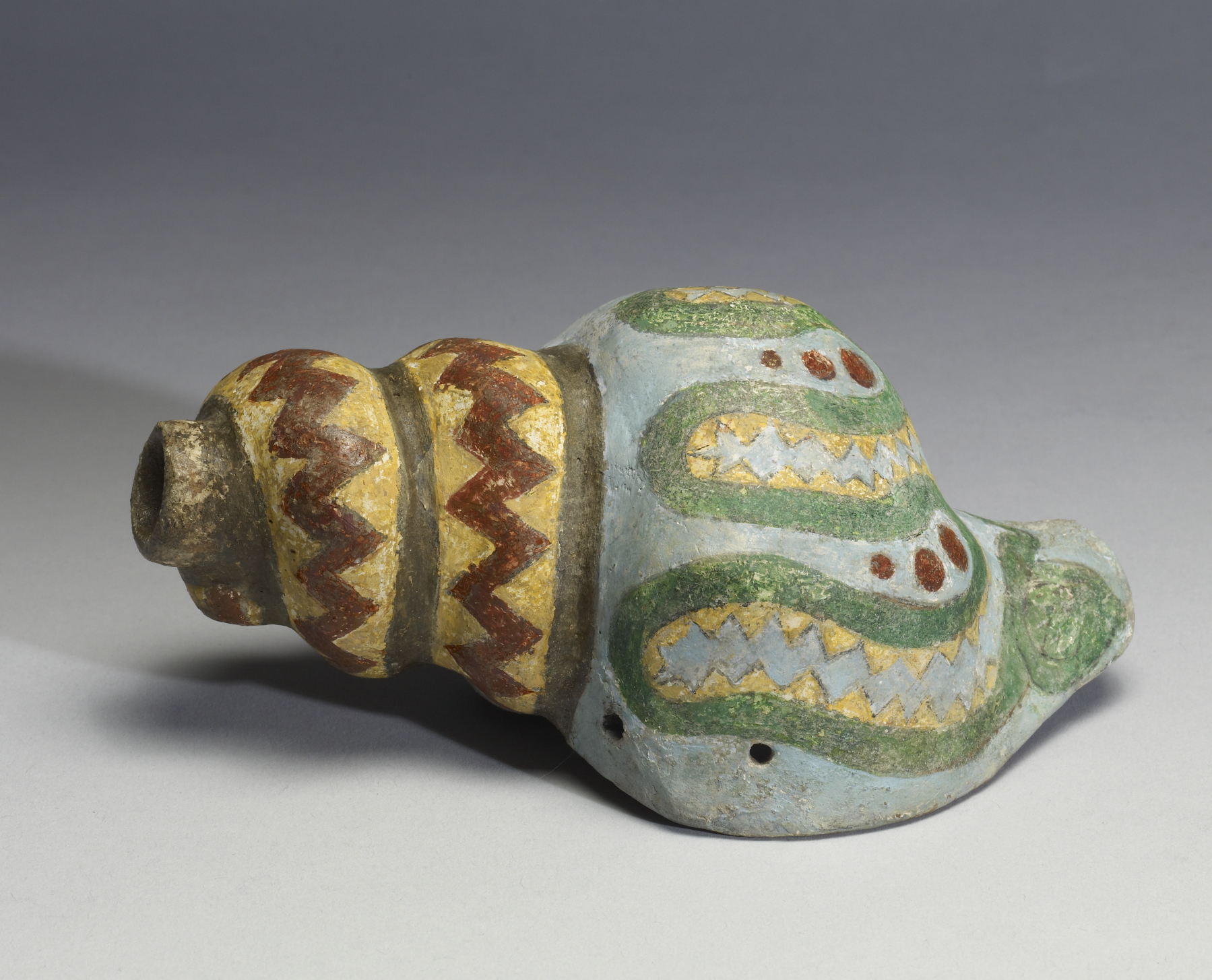
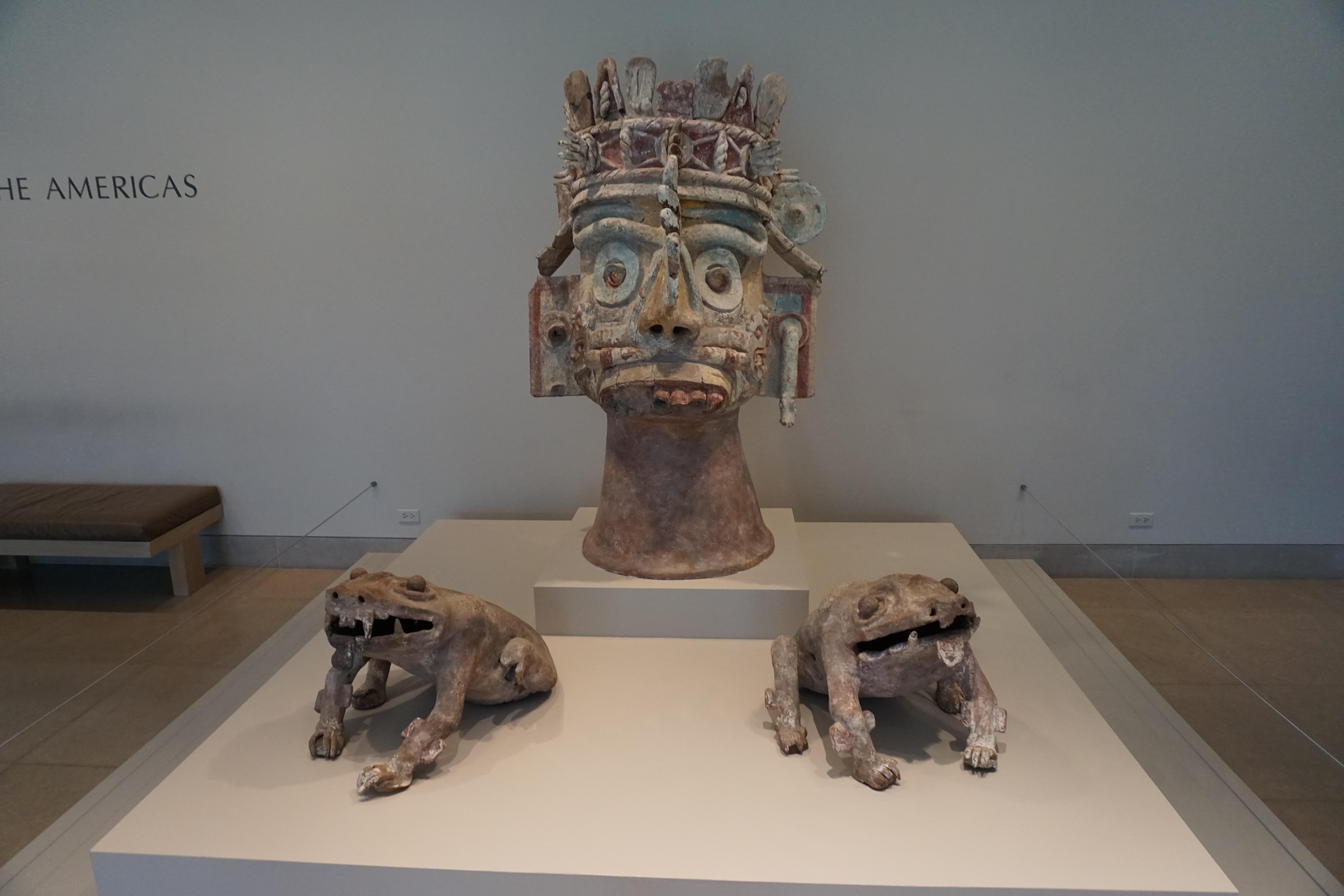